# Aphanocephalus pubescens
Aphanocephalus pubescens là một loài bọ cánh cứng trong họ Discolomatidae. Loài này được Grouvelle miêu tả khoa học năm 1912.